# Ấu (thực vật)
Ấu là tên thông dụng tại Việt Nam để chỉ các loài thực vật có hoa thuộc họ Trapaceae trong bộ Đào kim nương (Myrtales). Họ này chỉ gồm một chi duy nhất là Trapa (củ ấu) với các loài phổ biến nhất là Trapa natans, Trapa bicornis và Trapa incisa.
Họ này đôi khi được coi là một phần của họ Anh thảo chiều (Onagraceae) hoặc phân họ Trapoideae của họ Bằng lăng (Lythraceae, chẳng hạn như APG II) khi theo các dữ liệu của phát sinh loài học.

## Danh sách loài
Các loài trong họ Ấu là các thực vật thủy sinh sống một năm, có nguồn gốc ở vùng nhiệt đới hoặc ôn đới ấm của đại lục Á-Âu và châu Phi. Chúng sống trong các vùng nước nông, chảy chậm, mực nước sâu tối đa 5 m. Các quả của chúng trông giống như đầu trâu với sừng là các gai nhọn và nói chung tại Việt Nam được gọi là củ ấu. Bên trong các "củ" này là một hạt chứa tinh bột. Thông thường các củ ấu hay được luộc để ăn.
- Trapa acicularis
- Trapa acornis
- Trapa alatyrica
- Trapa algeriensis
- Trapa amurensis
- Trapa annosa
  - Trapa annosa f. bicornis
  - Trapa annosa f. erecticornis
  - Trapa annosa f. pseudomuzzanensis
- Trapa antennifera
- Trapa araborum
- Trapa arcuata
- Trapa astrachanica
  - Trapa astrachanica var. caspica
- Trapa austroafricana
- Trapa bicornis: Ấu hoa trắng
  - Trapa bicornis var. acornis
  - Trapa bicornis var. bispinosa
  - Trapa bicornis var. coreanus
  - Trapa bicornis var. quadrispinosa
  - Trapa bicornis var. taiwanensis
- Trapa bispinosa
- Trapa borysthenica
- Trapa brevicarpa
  - Trapa brevicarpa var. delicata
  - Trapa brevicarpa var. mirabila
  - Trapa brevicarpa subsp. calosa
  - Trapa brevicarpa subsp. rubida
  - Trapa brevicarpa f. effigia
  - Trapa brevicarpa f. miniata
  - Trapa brevicarpa f. muzzanensoides
  - Trapa brevicarpa f. perexcelsa
  - Trapa brevicarpa f. quadrata
- Trapa carinthiaca
- Trapa caspica
- Trapa castanea
- Trapa caucasica
- Trapa chinensis
- Trapa cochinchinensis
- Trapa colchica
- Trapa congolensis
- Trapa conocarpa
  - Trapa conocarpa var. pyramidalis
  - Trapa conocarpa var. suecica
- Trapa cruciata
- Trapa danubialis
- Trapa europaea
  - Trapa europaea var. clipeata
  - Trapa europaea var. egregia
  - Trapa europaea var. vulgata
- Trapa fastigiata
- Trapa flerovii
- Trapa grozdovii
- Trapa hungarica
- Trapa hyrcana
- Trapa incisa: Ấu dài
- Trapa insperata
- Trapa jankovicii
- Trapa japonica
  - Trapa japonica var. jeholensis
  - Trapa japonica var. longicollum
  - Trapa japonica var. magnicorona
  - Trapa japonica var. tuberculifera
- Trapa jeholensis
- Trapa kasachstanica
- Trapa kazakorum
- Trapa komarovii
- Trapa korshinskyi
- Trapa krauselii
- Trapa laevis
- Trapa litwinowii
  - Trapa litwinowii var. chihuensis
- Trapa longicarpa
  - Trapa longicarpa var. contortula
  - Trapa longicarpa var. loricata
  - Trapa longicarpa var. mammeata
  - Trapa longicarpa var. rubra
  - Trapa longicarpa var. spatiosa
  - Trapa longicarpa subsp. perlongicornis
  - Trapa longicarpa subsp. valida
  - Trapa longicarpa f. alticarpa
  - Trapa longicarpa f. amplicornis
  - Trapa longicarpa f. arcuata
  - Trapa longicarpa f. bicornis
  - Trapa longicarpa f. brevicola
  - Trapa longicarpa f. columnifera
  - Trapa longicarpa f. concamerata
  - Trapa longicarpa f. coronatoides
  - Trapa longicarpa f. depressa
  - Trapa longicarpa f. elata
  - Trapa longicarpa f. elongata
  - Trapa longicarpa f. falcata
  - Trapa longicarpa f. perangusticornis
  - Trapa longicarpa f. producticarpa
  - Trapa longicarpa f. pseudomuzzanensis
  - Trapa longicarpa f. subcoronata
  - Trapa longicarpa f. tesselata
  - Trapa longicarpa f. turgida
- Trapa macropoda
  - Trapa macropoda var. bispinosa
- Trapa macrorhiza
- Trapa maleevii
- Trapa manshurica
  - Trapa manshurica var. tranzschelii
  - Trapa manshurica f. komarovii
- Trapa maeotica
- Trapa maximowicii
- Trapa media
- Trapa metschorica
- Trapa natans: Ấu nước
  - Trapa natans var. bispinosa
  - Trapa natans var. borysthenica
  - Trapa natans var. europaea
  - Trapa natans var. hamata
  - Trapa natans var. natans
  - Trapa natans var. pumila
- Trapa numidica
- Trapa okensis
- Trapa pectinata
- Trapa potaninii
- Trapa pseudincisa
  - Trapa pseudincisa var. nanchangensis
  - Trapa pseudincisa var. potaninii
- Trapa pseudocolchica
- Trapa pseudoincisa
  - Trapa pseudoincisa var. aspinifa
  - Trapa pseudoincisa var. complana
- Trapa pseudorossica
- Trapa pyramidalis
- Trapa quadricornis
- Trapa quadrispinosa
  - Trapa quadrispinosa var. yongxiuensis
- Trapa raciborskii
- Trapa rossica
  - Trapa rossica var. pseudorossica
- Trapa saissanica
- Trapa sajanensis
- Trapa septentrionalis
- Trapa sibirica
- Trapa spryginii
- Trapa taiwanensis
- Trapa tranzschelii
- Trapa tuberculifera
- Trapa turbinata
- Trapa ucrainica
- Trapa uralensis
- Trapa verbanensis
- Trapa wolgensis

## Đặc điểm
Thân mọc ngầm dưới nước của các loài ấu dài tới 3,6-4,5 m (12–15 ft), với các rễ ăn sâu trong lòng bùn. Chúng có hai dạng lá, các lá mọc ngầm dưới nước được phân chia như lông chim mọc dọc theo chiều dài thân và các lá mọc nổi trên mặt nước không phân chia mọc thành hình hoa thị trên mặt nước. Các lá mọc nổi có các khía răng cưa, hình trứng hoặc tam giác, dài khoảng 2–3 cm, trên các cuống lá phình to và xốp, dài 5–9 cm. Các hoa có màu trắng hay tím với 4 cánh hoa, mọc vào mùa hè và được thụ phấn nhờ côn trùng.